# Murilo Fischer
Murilo Antonio Fischer (Brusque, 16 giugno 1979) è un ex ciclista su strada brasiliano, velocista, professionista dal 2004 al 2016, vinse un Gran Piemonte.

## Carriera
Fischer nacque a Brusque, centro del sud del Brasile, da padre di origini tedesche e madre di origini italiane. Nel 2019 acquisisce la cittadinanza Italiana. Dopo le buone prestazioni in alcune gare disputate in patria ed essere passato in Italia tra le file del Team C.S. Spercenigo,  la partecipazione alla prova su strada ai Giochi olimpici di Sydney 2000 e la vittoria nel campionato del mondo "B" (riservato agli stati ciclisticamente minori) il 6 luglio 2003, passò professionista nel 2004 tra le file del team italiano Domina Vacanze. Quell'anno si mise subito in mostra con alcuni piazzamenti tra cui spicca il secondo posto nella tappa di Adelboden al Tour de Suisse; rappresentò inoltre nuovamente il suo paese nella prova su strada ai Giochi olimpici di Atene.
Nel 2005 rimase con la squadra di Santoni, divenuta Naturino-Sapore di Mare. È in tale stagione che attirò l'attenzione degli addetti ai lavori: colse infatti otto vittorie, tra cui alcune corse di rilievo come il Gran Premio Industria e Commercio di Prato, il Memorial Cimurri, il Gran Premio Bruno Beghelli e il Giro del Piemonte, e si aggiudicò anche la classifica finale dell'UCI Europe Tour. In settembre prese peraltro parte ai mondiali di Madrid, cogliendo un ragguardevole quinto posto (miglior piazzamento di sempre per un brasiliano) nella volata vinta da Tom Boonen.
Il 2006 fu un anno sfortunato per lui: anche a causa di problemi fisici non riuscì a ripetere le prestazioni dell'anno precedente. Riuscì comunque a guadagnarsi la fiducia di uno dei team più importanti, la Liquigas, con cui corse dal 2007 al 2009 vincendo solo in due occasioni, nella quinta tappa del Tour de Pologne 2007 e al Giro di Romagna 2009. Dopo essere stato lasciato senza contratto dalla Liquigas, il suo ingaggio per la stagione 2010 venne inizialmente annunciato dalla Acqua & Sapone; successivamente Murilo firmò invece un contratto con la formazione statunitense Garmin-Transitions, venendo ingaggiato come gregario dell'altro velocista Tyler Farrar.
Nelle tre stagioni con il team Garmin, oltre a svolgere il ruolo di gregario, Fischer vinse i suoi primi titoli nazionali in linea, nel 2010 e 2011; sfiorò inoltre il successo alla Coppa Città di Stresa 2010, battuto dal solo Oscar Gatto, e si aggiudicò il Trofeo Magaluf-Palmanova a Maiorca a inizio 2011. Nel 2012 a Londra partecipò inoltre per la quarta volta consecutiva alla prova in linea dei Giochi olimpici. Al termine del 2012 lasciò la Garmin per trasferirsi alla formazione francese FDJ, con cui rimase per quattro anni, fino al termine del 2016, quando annunciò il ritiro dall'attività. Nel 2016, in patria a Rio de Janeiro, partecipò per la quinta volta consecutiva alla prova in linea dei Giochi olimpici.

## Palmarès
- 2001

5ª tappa Vuelta Ciclista al Uruguay
- 2002 (Elite 2ª fascia)

1ª tappa Volta do Rio de Janeiro
- 2003 (Elite 2ª fascia)

Campionato del mondo "B"
Circuito Bosco di Orsago
La Popolarissima
G.P. Brefer - San Fior
- 2005 (Naturino-Sapore di Mare, otto vittorie)

1ª tappa UNIQA Classic
2ª tappa UNIQA Classic
2ª tappa Tour of Qinghai Lake
Trofeo Città di Castelfidardo
Gran Premio Industria e Commercio di Prato
Memorial Cimurri
Giro del Piemonte
Gran Premio Bruno Beghelli
- 2007 (Liquigas, una vittoria)

5ª tappa Tour de Pologne
- 2009 (Liquigas, una vittoria)

Giro di Romagna
- 2010 (Garmin-Transitions, una vittoria)

Campionati brasiliani, Prova in linea
- 2011 (Team Garmin-Cervélo, due vittorie)

Trofeo Magaluf-Palmanova
Campionati brasiliani, Prova in linea

### Altri successi
- 2005

Classifica finale UCI Europe Tour

## Piazzamenti

### Grandi Giri
- Giro d'Italia

2010: 112º
2011: ritirato (17ª tappa)
2013: 147º
2014: 135º
2015: 130º
2016: 152º
- Tour de France

2007: 101º
2008: 76º
2013: 133º
- Vuelta a España

2011: non partito (9ª tappa)
2014: ritirato (13ª tappa)
2015: 156º
2016: ritirato (5ª tappa)

### Classiche monumento
- Milano-Sanremo

2006: 27º
2008: 96º
2009: 40º
2010: ritirato
2012: 114º
2013: 97º
- Giro delle Fiandre

2007: ritirato
2008: 90º
2009: 37º
2013: 98º
2014: ritirato
2016: 96º
- Parigi-Roubaix

2004: 40º
2008: 22º
2009: ritirato
2013: ritirato
2014: 111º
2015: ritirato
2016: ritirato
- Giro di Lombardia

2005: ritirato
2013: ritirato
2014: ritirato

### Competizioni mondiali
- Campionati del mondo

Verona 2004 - In linea Elite: ritirato
Madrid 2005 - In linea Elite: 5º
Salisburgo 2006 - In linea Elite: ritirato
Stoccarda 2007 - In linea Elite: 21º
Mendrisio 2009 - In linea Elite: 55º
Melbourne 2010 - In linea Elite: ritirato
Toscana 2013 - In linea Elite: ritirato
Ponferrada 2014 - In linea Elite: ritirato
- Giochi olimpici

Sydney 2000 - In linea: 89º
Atene 2004 - In linea: 69º
Pechino 2008 - In linea: 20º
Londra 2012 - In linea: 32º
Rio de Janeiro 2016 - In linea: fuori tempo massimo